# Mathias Gehrt
Mathias Krathmann Gehrt (Brøndby, 7 giugno 1992) è un calciatore danese, centrocampista del Skovshoved.

## Caratteristiche tecniche
È un giocatore molto veloce e tecnicamente dotato.

## Carriera

### Club
Ha esordito tra i professionisti nel 2010 con il Brøndby.

### Nazionale
Ha fatto parte di tutte le nazionali giovanili danesi, dall'Under-16 all'Under-21, tra il 2007 e il 2013.